# 苏慧敏 (新加坡)
苏慧敏（英語：Hany Soh Hui Bin，1987年6月24日—），新加坡最高法院辩护律师和事务律师，新加坡政治人物，现任新加坡国会议员。

## 法律生涯
苏慧敏毕业于明智中学，之后顺利通过O Level测试，就读于淡马锡理工学院，获法律与管理系大专文凭，其后赴英国利物浦大学深造，获法律学士学位。2016年，苏慧敏加入MSC法律公司，翌日担任公司董事。执业领域包括民商事诉讼、刑法、家庭法、遗嘱认证、公司法和知识产权法等。

## 从政生涯
2011年起，苏慧敏在武吉班让从事志愿工作，2013年担任新加坡最高法院辩护律师。2014年成立新加坡居民委员会中心的第一家社区法律所，之后加入人民行动党，于2017年到2018年出任党执行委员会成员。
2020年新加坡大选期间获马西岭－油池集选区候选人提名。7月5日在竞选活动中，苏慧敏摔倒，腿部骨折。最终，苏慧敏击败新加坡民主党，成功入选新加坡国会。